# Judo klub Pujanke
Judo klub "Pujanke" je džudaški klub iz Splita.
Klub je dobio ime po splitskoj četvrti Pujankama. Članica kluba je Barbara Matić, olimpijska pobjednica iz Pariza 2024.

## Klupski uspjesi
(popis nepotpun)
- kategorija dječaci i djevojčice
- prvenstvo Hrvatske:
  - 2006.: prvi
  - 2007.: prvi (62 boda, ispred JK "Istarski borac" s 32 i JK "Dubrovnik" s 22 boda), na prvenstvu održanom 21. travnja u Dubrovnik

## Službena internet stranica kluba
www.judopujanke.com